# André-Louis Cholesky
André-Louis Cholesky (Montguyon, 15 oktober 1875 - Bagneux, 31 augustus, 1918) was een Frans militair officier en wiskundige.
Cholesky werd geboren in Montguyon in het departement Charente-Maritime. Zijn familie van vaderskant stamde af van een familie Cholewski, die in het begin van de 19e eeuw vanuit Polen naar Frankrijk migreerde. Hij volgde zijn secundair onderwijs aan het Lycée in Bordeaux. Daarna werd hij toegelaten op het École Polytechnique, waar hij onder andere les kreeg van Camille Jordan en Henri Becquerel. Na zijn afstuderen werkte hij in de geodesie en cartografie. Voor de Eerste Wereldoorlog was hij betrokken bij landmeetkundige onderzoeken in Kreta en Noord-Afrika. Hij wordt vooral herinnerd voor de ontwikkeling van de naar hem vernoemde matrixdecompositie, die bekendstaat als de Cholesky-decompositie. Hij ontwikkelde deze decompositie in zijn landmeetkundige werk.
Hij diende in het Franse leger als werktuigbouwkundig officier. In de nazomer van 1918, een paar maanden voor het einde van de Eerste Wereldoorlog vond hij de dood in Picardië; zijn ontdekking werd postuum gepubliceerd door zijn collega-officier commandant Benoît in het "Bulletin Géodésique".

## Voetnoten
1. ↑  http://www2.culture.gouv.fr/public/mistral/leonore_fr?ACTION=CHERCHER&FIELD_1=COTE&VALUE_1=LH/530/47; Léonore-database.
2. ↑  Cholesky op MacTutor. Gearchiveerd op 7 juni 2019.
3. ↑  Commandant Benoit, Note sur une méthode de résolution des équations normales provenant de l'application de la méthode des moindres carrés à un système d'équations linéaires en nombre inférieur à celui des inconnues (Procédé du Commandant Cholesky), Bulletin Géodésique 2 (1924 ), blz. 67-77.